# Mistrovství Československa v cyklokrosu 1973
Mistrovství Československa v cyklokrosu 1973 se konalo v neděli 11. února  1973 v Mladé Boleslavi v parku Štěpánka.
Závodníci absolvovali celkem sedm okruhů, který měřil 3 100 m. Délka závodu byla 22,5 km a startovalo 43 závodníků.

## Přehled
| Poř.             | Jméno            | Čas        |
| Zlatá medaile    | Miloš Fišera     | 1:01:44 h  |
| Stříbrná medaile | Vojtěch Červínek | + 0:12 min |
| Bronzová medaile | Jiří Kvapil      | + 0:18 min |
| 4                | Karas            | + 0:26 min |
| 5                | Jiří Murdych     | + 0:28 min |
| 6                | Planeta          | + 1:41 min |